# Рачинский, Эдвард Александр
Эдвард Александр Рачинский (пол. Edward Aleksander Raczyński; 21 января 1847, Дрезден — 6 мая 1926, Краков) — польский коллекционер, меценат, путешественник. Граф. Создатель художественной галереи в Рогалине. Президент Общества любителей изящных искусств в Кракове (1895—1913).

## Биография
Представитель графского рода Рачинских герба Наленч. Внебрачный сын графа Роджера Маурыцы Рачинского (1820—1864) и княгини Зинаиды Голынской (Любомирской) (1820—1893). Чтобы обеспечить сыну законное происхождение, его отец вступил в брак в Марией Эрнестиной Готшалль (1822—1851), которая согласилась признать его сына как своего собственного.
Отец Эдварда Рачинского, политика, дипломата, писателя, президента Польши (в изгнании) в 1979—1986 годах и Роджера Рачинского, политика и дипломата, воеводы познаньского.
После окончания королевской католической гимназии в г. Острув-Велькопольский, поступил изучать право в университете. Обладая авантюрным складом характера, после смерти отца в 1864 году, в возрасте 17 лет бежал в Турцию с другом, прожил там несколько месяцев. В 1867 был тяжело ранен в битве при Ментана между французскими папскими войсками и итальянскими добровольцами под командованием Джузеппе Гарибальди, которые пытались захватить Рим.

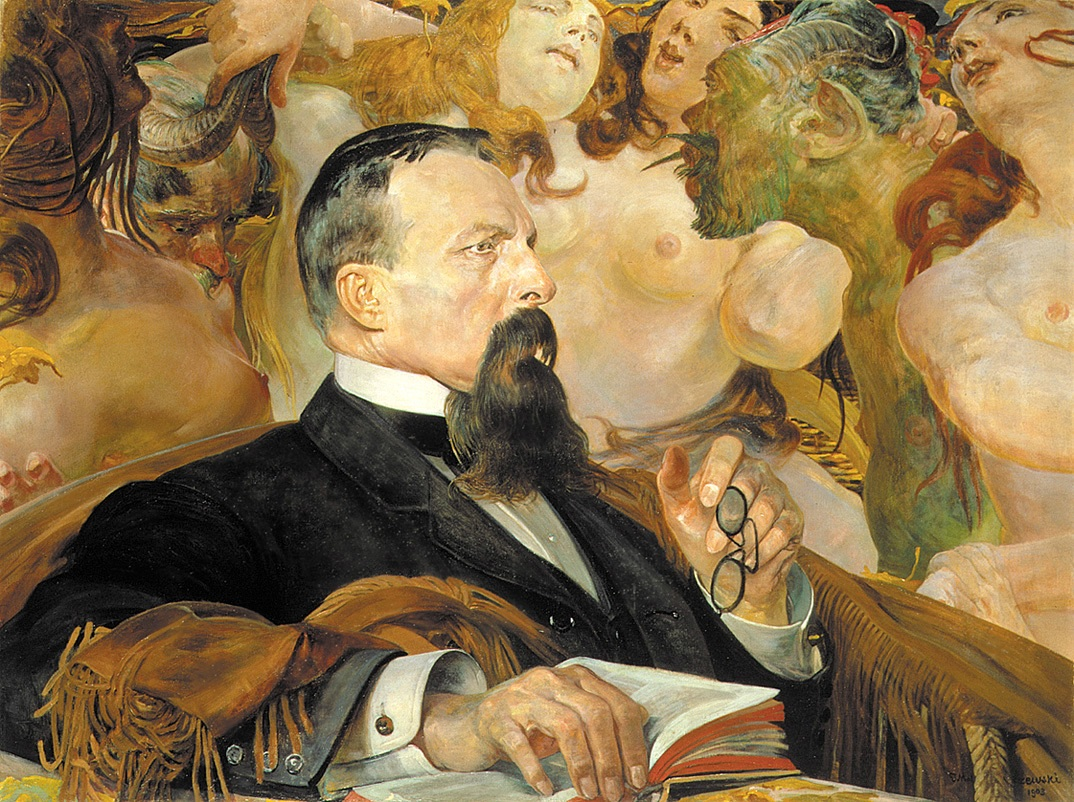
Портрет Эдварда Александра Рачинского

В 1869 году отправился в Чили, а оттуда в 1870 году во Францию, где принял участие во Франко-прусской войне.
Вернувшись на родину, в 1874 году поселился в Кракове в резиденции своей тётки Катажины Потоцкой.
Стал популярной личностью местного общества, был знаком и дружен со многими известными представителями культуры и высшего света Кракова.
Художник Ян Матейко изобразил его на картине «Грюнвальдская битва» в нижней правой части полотна, как молодого бородатого воина с перебинтованной головой.
Собрал за свою жизнь 466 произведений искусств, до нынешнего времени из них сохранилось около 350. В его коллекции были картины О. Бознанской, Л. Вычулковского, Я. Мальчевского, Яна Матейко, Ю. Фалата и многих других польских живописцев.
Избирался послом (депутатом) Га́лицкого краево́го сейма (1889—1895).

## Личная жизнь
Граф Эдвард Александр Рачинский был влюблен в свою кузину Розу Потоцкую (1849—1937), но под давлением семьи вынужден был разорвать с ней отношения. 9 апреля 1877 года он женился первым браком в Варшаве на графине Марии Беатрисе Корвин-Красинской (1850—1884), дочери барда Зыгмунта Красинского (1812—1859) и Элизы Браницкой (1820—1876). Одновременно Роза Потоцкая вышла замуж за брата Марии, графа Владислава Красинского (1844—1873). Оба брака были неудачными и недолгими. Мария Беатриса, как и её брат, болела туберкулезом, и, кроме того, она употребляла морфий. От первого брака у супругов родился единственный сын:
- Граф Кароль Роджер Красинский (30 января 1878 — 29 ноября 1946), общественный деятель, помещик и автогонщик

30 июня 1886 года граф Эдвард Александр Рачинский в Кшешовице вторично женился на своей бывшей возлюбленной, графине Розе Потоцкой (1849—1937), дочери графа Адама Юзефа Матеуша Потоцкого (1822—1872) и Катарины Браницкой (1825—1907). Супруги имели двух сыновей:
- Граф Роджер Адам Рачинский (8 декабря 1889 — 10 ноября 1945), польский политик и дипломат
- Граф Эдвард Бернард Рачинский (19 декабря 1891 — 30 июля 1993), польский политик, дипломат и писатель. Президент Польши в изгнании (1979—1986).